# Botis

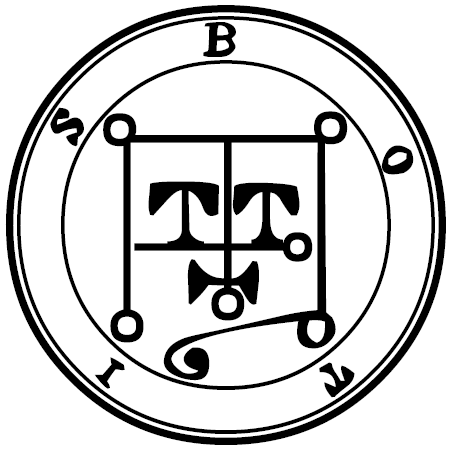
Pieczęć Botis, Księga Goetii Króla Salomona (1904)

Botis – to, w tradycji okultystycznej, siedemnasty duch Goecji. Znany jest również pod imieniem Otis. By go przywołać i podporządkować potrzebna jest jego pieczęć, która według Goecji powinna być zrobiona z rtęci albo z miedzi i srebra w równych proporcjach.
Jest wielkim przywódcą i hrabią piekła, który włada 60 legionami duchów piekielnych.
Potrafi godzić dawnych przyjaciół i wrogów. Jeśli się go poprosi, opowie o wydarzeniach, które miały już i będą mieć miejsce.
Ukazuje się pod postacią ohydnej żmii, jednakże na rozkaz maga może przybrać ludzką postać, która ma duże zęby i dwa rogi. W dłoni dzierży błyszczący miecz.